# 卡尤埃-奥热维尔
卡尤埃-奥热维尔（法語：Caillouet-Orgeville，法語發音：[kajwɛ ɔʁʒəvil]）是法国厄尔省的一个市镇，位于该省东部，属于埃夫勒区。该市镇于1845年由原市镇卡尤埃（Caillouet）和奥热维尔（Orgeville）合并而成。

## 地理
卡尤埃-奥热维尔（49°0'31"N, 1°18'26"E）面积7.89 平方千米，位于法国诺曼底大区厄尔省，该省份为法国北部内陆省份，北起滨海塞纳省，西接奧恩省和卡爾瓦多斯省，南至厄尔-卢瓦省，东临瓦兹省、瓦兹河谷省和伊夫林省。
与卡尤埃-奥热维尔接壤的市镇（或旧市镇、城区）包括：布瓦塞莱普雷旺什、邦库尔、谢雷、勒科尔米耶、厄尔河畔克鲁瓦西、勒普莱西埃贝尔、厄尔河畔沃、厄尔河畔帕西。

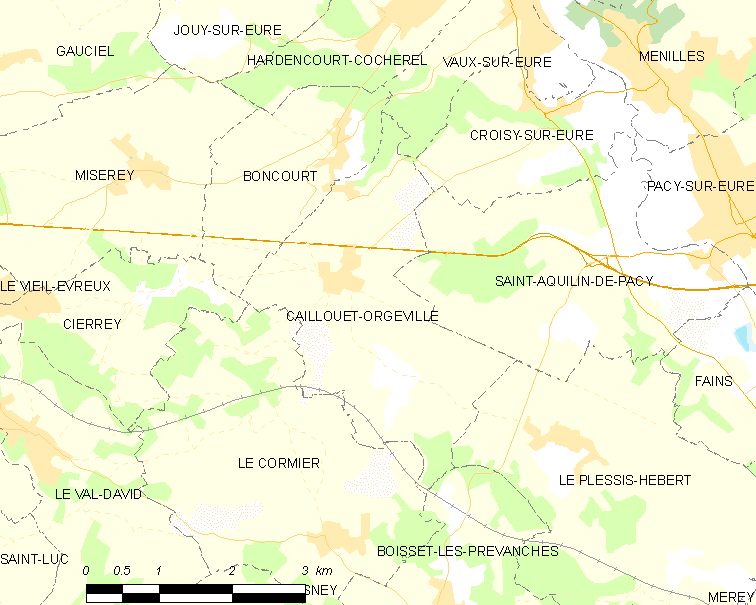
卡尤埃-奥热维尔的OSM定位图

卡尤埃-奥热维尔的时区为UTC+01:00、UTC+02:00（夏令时）。

## 行政
卡尤埃-奥热维尔的邮政编码为27120，INSEE市镇编码为27123。

## 政治
卡尤埃-奥热维尔所属的省级选区为厄尔河畔帕西县。

## 人口

1962-2008年间卡尤埃-奥热维尔人口变化图示

卡尤埃-奥热维尔于2022年1月1日时的人口数量为490人。